# 1807
1807 (MDCCCVII) година е обикновена година, започваща в четвъртък според Григорианския календар.

## Събития
- Османската империя е с нов владетел – Мустафа IV (1807 – 1808), предшестван от Селим III (1789 – 1807)

## Родени
- 9 януари – Елена Павловна, велика руска княгиня († 1873 г.)
- 19 януари – Робърт Лий, генерал от армията на Конфедерацията по време на Американската гражданска война († 1870 г.)
- 10 март – Цеко Петков, български хайдутин и революционер († 1881 г.)
- 26 април – Шарл Огюст Фросар, френски генерал († 1875 г.)
- 4 юли – Джузепе Гарибалди, италиански революционер и политически деец († 1882 г.)
- 4 юли – Мариано Гуадалупе Валехо, американски военен и политик († 1890 г.)
- неизв. дата – Абдул Керим Надир паша, османски офицер († 1885 г.)

## Починали
- 5 февруари (17 февруари) – Осман Пазвантоглу, управител на Видинския санджак от края на 18 век и началото на 19 век (р. ок. 1758 г.)
- 13 юли – Йохан III Бернули, швейцарски математик и астроном (р. 1744 г.)

Вижте също:
- календара за тази година